# Dos Lomas
Dos Lomas är en ort i Mexiko.   Den ligger i kommunen Veracruz och delstaten Veracruz, i den sydöstra delen av landet, 300 km öster om huvudstaden Mexico City. Dos Lomas ligger 59 meter över havet och antalet invånare är 995.
Terrängen runt Dos Lomas är huvudsakligen platt. Dos Lomas ligger uppe på en höjd. Runt Dos Lomas är det ganska tätbefolkat, med 230 invånare per kvadratkilometer. Närmaste större samhälle är Veracruz, 10,8 km öster om Dos Lomas. Trakten runt Dos Lomas består till största delen av jordbruksmark.